# Kontaktoreceptor
Kontaktoreceptor, receptor kontaktowy – rodzaj eksteroreceptora, odbierającego bodźce w bezpośrednim fizycznym kontakcie organizmu z ciałem lub substancją, która jest źródłem bodźca. Bodźce działają wówczas bezpośrednio na powierzchnię organizmu. Receptory takie występują w skórze i niektórych błonach śluzowych.
Do kontaktoreceptorów zalicza się receptory:
- dotykowe
- temperatury
- smakowe
- bólowe